# ويليام كلارك غرين
ويليام كلارك غرين (بالإنجليزية: William Clark Green)‏ هو مغني وكاتب أغاني أمريكي، ولد في 19 مايو 1986.

## وصلات خارجية
- الموقع الرسمي